# Mercedes Rodrigo
Mercedes Rodrigo Bellido (Madrid, 12 de mayo de 1891-San Juan, Puerto Rico, 18 de septiembre de 1982) fue una psicóloga y pedagoga española. Reconocida por ser la primera mujer en formarse en psicología en España, así como por fundar la primera carrera de esta disciplina en Colombia en la Universidad Nacional. Fue pionera de la Psicotecnia en América Latina, dedicó gran parte de su vida a los procesos de selección y orientación profesional. Era hermana de la compositora María Rodrigo.

## Formación inicial
Era hija de María Bellido Díaz y de Pantaleón Rodrigo y Falces, profesor de música, ambos naturales de Navarra. Su infancia y juventud transcurrieron en Madrid. Ingresó en la Escuela Normal de Maestras, donde terminó sus estudios básicos en 1910 y obtuvo el título de Maestra Superior en 1911. Se dedicó en los años posteriores a la investigación y formación continua en distintos centros educativos de Madrid enfocándose en la formación de niños sordomudos y ciegos. Visitó en este periodo varios centros de formación de niños anormales en Europa hasta que inició la Primera Guerra Mundial.
En 1920, la Junta para Ampliación de Estudios le concedió una beca para ampliar sus estudios en el exterior, específicamente en Suiza, para realizar estudios de psicología y pedagogía en el Instituto Jean-Jacques Rousseau y en la Universidad de Ginebra. Allí, fue discípula de psicólogos como Édouard Claparède con quien colaboró en el Laboratorio de Psicología de la universidad. Trabajó con Jean Piaget en distintos experimentos sobre animismo infantil. Además recibió formación directa de Alice Descoeudres, Pierre Bovet, Sabina Spielrein, Marjorie Duvillard y  otros. Entre los trabajos que realizó en su estancia de dos años, cabe resaltar que fue precursora de la Educación para la paz. En 1923 recibió el título de psicología de la Universidad de Ginebra.

## Primeros años
A su regreso a España, de sus estudios superiores en 1923, trabajó en la Escuela Nacional de Personas sordas y ciegas de Madrid, además de recibir el encargo del Ministerio de Instrucción Pública el desarrollo de un curso de 5 meses para maestros sobre técnicas psicopedagógicas, elaborando para ello un registro paidológico, con el cual desarrollar investigación pedagógica. Al poco tiempo, se crea el Instituto de Reeducación de Inválidos del Trabajo, siendo nombrada directora de la sección de orientación profesional, campo donde fue pionera en España. Este mismo año, traduce y adapta los test de Claparède a la población española. En 1925, Gonzalo Rodríguez Lafora funda su Instituto Médico-Pedagógico, nombrándola como directora pedagógica del instituto, donde se influye especialmente por la visión médica y técnica de la disciplina psicológica.
En 1929 se traslada a su cargo en el Instituto Nacional de Psicotecnia de Madrid, como asistente de José Germain Cebrián, realizando tareas de psicometría, para selección y orientación profesional, publicando entre otros trabajos en ese periodo, en 1933, los resultados de un test de inteligencia general. Trabajó simultáneamente como psicóloga en la Clínica de la Corte Juvenil. En 1936 es nombrada directora del Instituto de Psicotecnia, dada la negativa de Germain de regresar al país por la Guerra Civil Española. Durante este año y el siguiente colaboró en el Hogar de Delincuentes de Madrid, haciendo pública su simpatía por las ideas de Sigmund Freud, frente a la neurosis, y de Jean-Jacques Rousseau, frente a la importancia de la educación en el desarrollo de los niños. Poco antes de que concluya la guerra, en 1939, se exilia de España, pues a pesar de no militar en ningún bando activamente, sus relaciones con los republicanos terminarían trayéndole consecuencias negativas para su estancia en el país.

## Etapa en Colombia
Tras una corta estancia en Suiza, Rodrigo decidió emigrar a Colombia en compañía de su hermana María Rodrigo (1888-1967) y de uno de sus mayores colaboradores, José María García Madrid, quien continuaría siendo su colaborador y quien posteriormente se graduó como médico en Colombia. Dicha decisión se produjo como respuesta a la invitación hecha por el entonces rector de la Universidad Nacional de Colombia, el profesor y también psicólogo Agustín Nieto Caballero, para organizar la Sección de Psicotecnia de la Facultad de Medicina. Llegaron a Bogotá en agosto de 1939 con la tarea de diseñar los primeros exámenes de admisión a la carrera de medicina, dado el alto número de aspirantes frente a las vacantes disponibles. En este momento el apoyo y la admiración del profesor Alfonso Esguerra Gómez, fue muy relevante en la consolidación de la sección en la facultad. Rodrigo y García-Madrid adaptaron varias pruebas, incluyendo la Prueba de Yerkes, la Prueba Army Alpha y otros. El proceso de selección fue muy bien visto dados los resultados obtenidos por el proceso, por lo que pronto se extendió a otras instituciones públicas como el Instituto Pedagógico Nacional, la Policía Nacional de Colombia, la Empresa del Tranvía Municipal de Bogotá, y privadas como el Gimnasio Moderno, el Colegio Mayor de San Bartolomé y la Fábrica de Cerveza Bavaria.Sin embargo, no estuvo exento de controversia, por cuanto suponía un esfuerzo que limitaba el acceso a la educación superior especialmente en la Universidad Nacional de Colombia, financiada por el Estado. El Ministro de Educación se opuso a este esfuerzo que suponía perjudicial desde el punto de vista social. Sin embargo, el proyecto de selección sería aprobado y extendido a otras facultades de la Universidad Nacional de Colombia, hasta convertirse en el requerimiento estándar de ingreso hasta hoy (2023).
Con apoyo de varias personas, entre ellas el académico Luis López de Mesa, médico y psiquiatra de la Universidad de Harvard, se creó en 1947 el Instituto de Psicología Aplicada de la Universidad Nacional, conformado por 6 secciones, una de ellas, la sección de enseñanza, cuyo objetivo era formar especialistas en la psicología, sería la precursora de la Facultad de Psicología. El instituto comenzó labores formalmente en 1948 y recibió los primeros estudiantes en 1949, iniciando la formación de los primeros 11 psicólogos graduados en Colombia el 28 de noviembre de 1952: Fabiola Aguirre de Jaramillo, Beatriz Carrizosa Umaña, Beatriz de la Vega, Paulina Esguerra de Iriarte, Magdalena Fety de Holguín, Cecilia Gómez Rodríguez, Diva Montealegre Rodríguez, Bertha Restrepo Flórez, Julia Roncancio Mora, Bernardo Tirado Plata y Gabriel Ulloa. Junto a estos y otros colaboradores como Álvaro Villar Gaviria, Hernán Mendoza Hoyos, José Rodríguez Valderrama y Alfonso Martínez Rueda desarrollaron una intensa actividad en el instituto, momento en el cual podría escribir su único libro de autoría individual Introducción al estudio de la Psicología en 1949.
Después de los eventos del Bogotazo, que hicieron evidente la llegada de La Violencia, la vida se volvió muy difícil, tanto como los días de la guerra civil española, de la que había huido inicialmente. En este contexto, un periódico jesuita, la acusó junto a su equipo de trabajo de ser comunistas y de favorecer a estos en las pruebas de selección a la universidad. El asunto se enmarcaba en la postura anticomunista del Partido Conservador Colombiano, que detentaba el poder estatal a través del presidente Mariano Ospina Pérez, lo que la obligó definitivamente a exiliarse en 1950. Aunque nunca volvió a Colombia, en 1971 la Federación Colombiana de Psicología le otorgó el Primer Premio Nacional de Psicología por:

"Por su gran labor pionera a favor del desarrollo de la psicología científica y profesional en Colombia Primero, desde la Sección de Psicotecnia, adscrita a la Facultad de Medicina de la Universidad Nacional de Colombia, y luego desde el Instituto de Psicología Aplicada de la misma Universidad, estructuró la psicología colombiana, le dio su forma actual, y entrenó a quienes iban a convertirse en los líderes de la psicología de las siguientes décadas. Su fe en el papel central que tiene la psicología aplicada en el desarrollo socioeconómico de los pueblos, su celo por la solidez metodológica de las investigaciones, su respeto por las implicaciones éticas de la psicología científica y profesional, se han perpetuado en varias generaciones de psicólogos. Nuestra asociación quiere destacar en esta forma la labor cumplida por Mercedes Rodrigo Bellido, principal figura de la historia de la psicología colombiana y punto de iniciación de la psicología en nuestro país."
 Citación leída durante la XIV
Asamblea de la Federación Colombiana de Psicología

## Etapa en Puerto Rico
Marchando inicialmente su colaborador García Madrid, este se las arregló para trasladar a las hermanas Rodrigo al país en 1951. Allí Mercedes Rodrigo, a la edad de 60 años, reinició su vida trabajando inicialmente en la Universidad de Puerto Rico, en el área de educación, en parte por el trabajo realizado por Jaime Benítez Rexach. Después en 1955 inició labores en la administración de veteranos de los Estados Unidos, dedicándose a la psicología clínica en terapia grupal e individual. Continuó sus investigaciones, participando en eventos y encuentros académicos así como publicando en revistas sobre temas de pedagogía y de historia de la psicología. Recibió múltiples reconocimientos como ser elegida presidenta de la Asociación de Psicólogos de Puerto Rico en 1957.
Al fallecer su hermana, en 1968, Rodrigo se mudó a casa de José García Madrid, viviendo sus últimos años junto a la esposa de este y sus tres hijos. Durante estos últimos años de su vida, su salud se fue deteriorando, a pesar de los prolijos cuidados que le brindaba María Teresa de García Madrid, esposa de su colaborador más íntimo. Mercedes Rodrigo nunca se casó ni tuvo hijos. Falleció el 18 de septiembre de 1982 y fue enterrada en el Cementerio Santa María Magdalena de Pazzis.

## Legado
Su mayor contribución fue haber fundado el primer programa de estudios en psicología de América del Sur. Así, contribuyó de forma decisiva en el establecimiento de la psicología en Colombia, defendiendo su propio campo de trabajo, diferente al campo de la medicina, de la filosofía, de la teología, de la enfermería y de la educación. La consolidación de la psicología como un ciencia y un profesión con un ejercicio especializado, es debido a su labor en la construcción de una disciplina universitaria y pertinente para la sociedad colombiana. En Colombia, el día del psicólogo se celebra cada 20 de noviembre ya que en esta fecha se creó formalmente el Instituto de Psicología Aplicada en la Universidad Nacional de Colombia. En 2004, la Universidad Nacional de Colombia propuso a la Asociación Colombiana de Facultades de Psicología la creación de la Cátedra Colombiana de Psicología Mercedes Rodrigo, para resaltar las contribuciones de la psicología en investigación y aplicaciones. La primera cátedra se realizó en 2005 organizada por la Universidad Nacional de Colombia, institución proponente y desde entonces, hasta 2022, se han organizado 17 versiones.